# Gran Premio de Beuvry-la-Forêt
El Gran Premio de Beuvry-la-Forêt es una carrera ciclista disputada todos los años en el mes de junio en Beuvry-la-Forêt (hasta 2012, se corría en agosto). Forma parte del calendario nacional élite de la Federación Francesa de Ciclismo.
De 2005 a 2007, la carrera formó parte del UCI Europe Tour en categoría 1,2.

## Palmarés
- Desde 1988

En amarillo: edición amateur.
| Año  | Ganador                | Segundo             | Tercero              |
| ---- | ---------------------- | ------------------- | -------------------- |
| 1988 | Philippe Duhamel       |                     |                      |
| 1989 | Jean-François Laffillé |                     |                      |
| 1990 | Wim Omloop             | Fabrice Debrabant   | Chris Peers          |
| 1991 | Naglis Tsipiliauskas   | Linas Knistaustas   | Artūras Kasputis     |
| 1992 | Albert Delrue          | Joona Laukka        | Zdzisław Wrona       |
| 1993 | Artūras Kasputis       | Remigius Lupeikis   | Fabrice Debrabant    |
| 1994 | Remigius Lupeikis      | Grégory Barbier     | Artūras Trumpauskas  |
| 1995 | Jean-Claude Thilloy    | Jean-Philippe Loy   | Nicolas L'Hote       |
| 1996 | Romāns Vainšteins      | Thierry Bricaud     | Danny In 't Ven      |
| 1997 | Denis Dugouchet        | Philippe Duhamel    | Jean-Michel Thilloy  |
| 1998 | Fabrice Debrabant      | Jean-Claude Thilloy | Saulius Ruškys       |
| 1999 | Raimondas Vilčinskas   | Saulius Ruškys      | Nicolas L'Hote       |
| 2000 | Pascal Carlot          | Gregory Faghel      | Nicolas L'Hote       |
| 2001 | Jurgen De Buysschere   | Nicolas L'Hote      | Ivan Moreau          |
| 2002 | Danny In 't Ven        | Tom De Meyer        | Serge Oger           |
| 2003 | Aivaras Baranauskas    | Frédéric Delalande  | Antoine Nys          |
| 2004 | Stéphane Pétilleau     | Martial Locatelli   | Frédéric Mille       |
| 2005 | Maint Berkenbosch      | Mickaël Delattre    | Stéphane Bonsergent  |
| 2006 | Jean Zen               | Sergey Kolesnikov   | Anthony Jaunet       |
| 2007 | Vytautas Kaupas        | Mindaugas Striška   | Michel Lelièvre      |
| 2008 | Aivaras Baranauskas    | Florian Vachon      | Jean-Marc Bideau     |
| 2009 | Gaylord Cumont         | Dmitry Samokhvalov  | Kalle Kriit          |
| 2010 | Pierre-Luc Périchon    | Mickael Olejnik     | Kévin Lalouette      |
| 2011 | Jocelyn Lemperriere    | Mickael Olejnik     | Romain Fondard       |
| 2012 | Alexandre Gratiot      | Mathieu Desniou     | Ryan Aitcheson       |
| 2013 | Méven Lebreton         | Benoît Daeninck     | Nicolas Garbet       |
| 2014 | Vincent Ginelli        | Benoît Daeninck     | Oskar Nisu           |
| 2015 | Alexandre Gratiot      | Joonas Jõgi         | Benjamin Le Roscouët |

## Palmarés por países
| País         | Victorias |
| ------------ | --------- |
| Francia      | 12        |
| Lituania     | 4         |
| Bélgica      | 2         |
| Letonia      | 1         |
| Países Bajos | 1         |